# Belamcanda

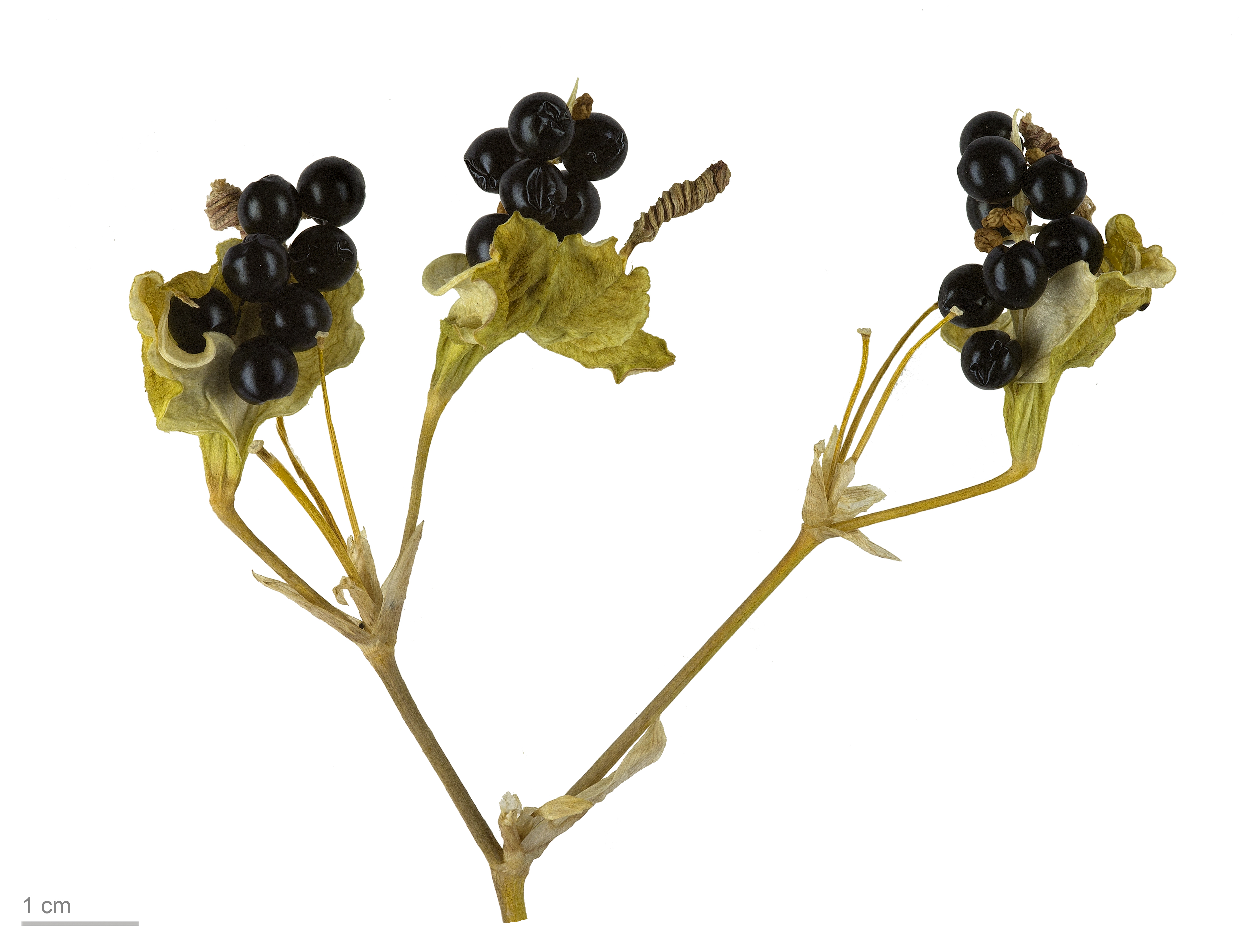
Iris domestica - MHNT

Belamcanda é um género botânico pertencente à família Iridaceae.